# Campestro
Campestro  è una frazione di 525 abitanti del comune svizzero di Capriasca, nel Canton Ticino (distretto di Lugano).

## Storia

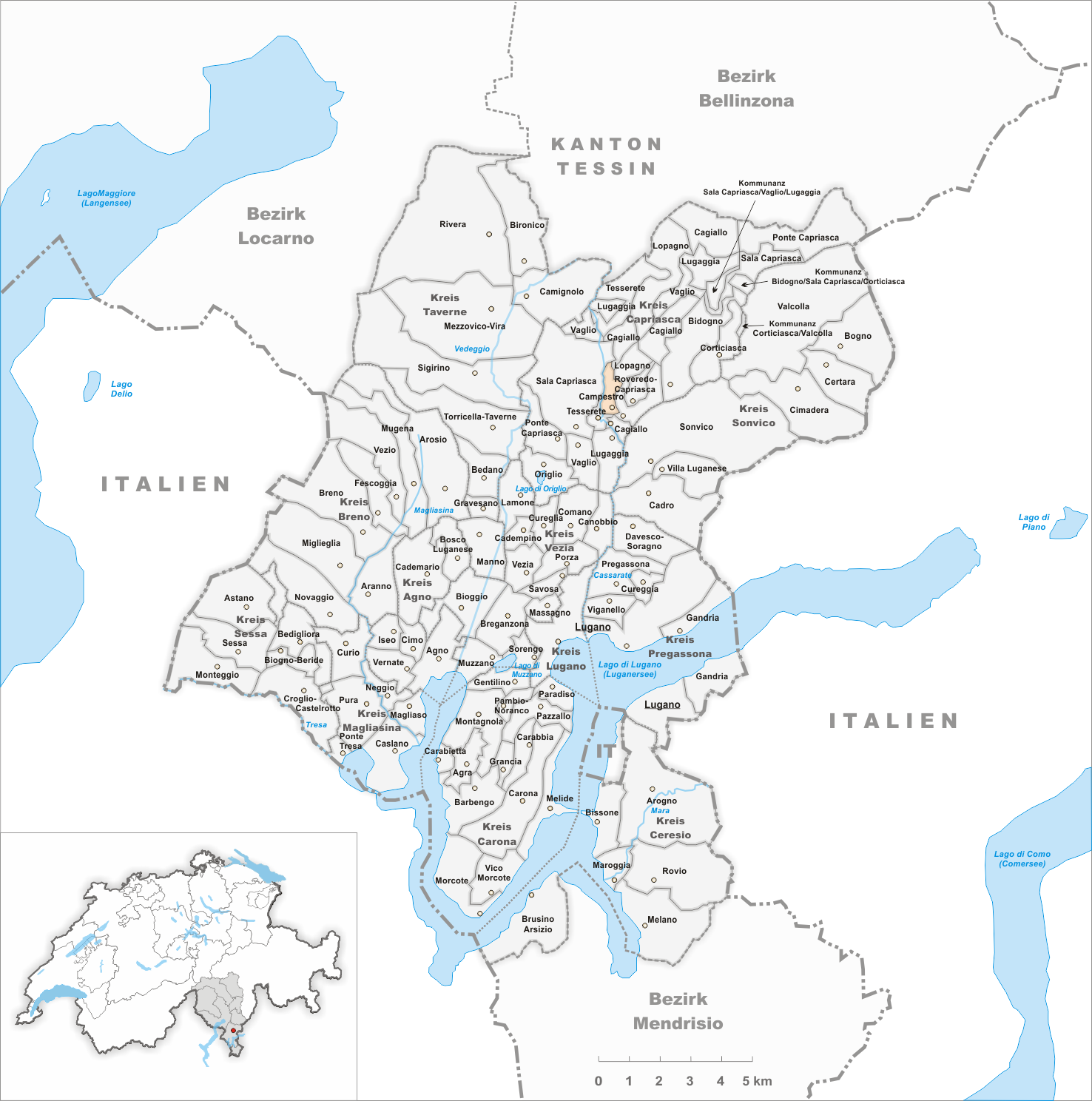
Il territorio del comune di Campestro prima degli accorpamenti comunali del 1976

Già comune autonomo per più di 150 anni, nel 1976 è stato accorpato al comune di Tesserete, il quale a sua volta il 15 ottobre 2001 è stato accorpato agli altri comuni soppressi di Bidogno, Lugaggia, Cagiallo, Lopagno, Roveredo, Sala Capriasca e Vaglio per formare il comune di Capriasca.

## Monumenti e luoghi d'interesse
- Chiesa di Sant'Andrea, attestata dal 1375[1].

## Società

### Evoluzione demografica
L'evoluzione demografica è riportata nella seguente tabella:
Abitanti censiti

## Amministrazione
Ogni famiglia originaria del luogo fa parte del cosiddetto comune patriziale e ha la responsabilità della manutenzione di ogni bene ricadente all'interno dei confini della frazione.